# Piero di Cosimo

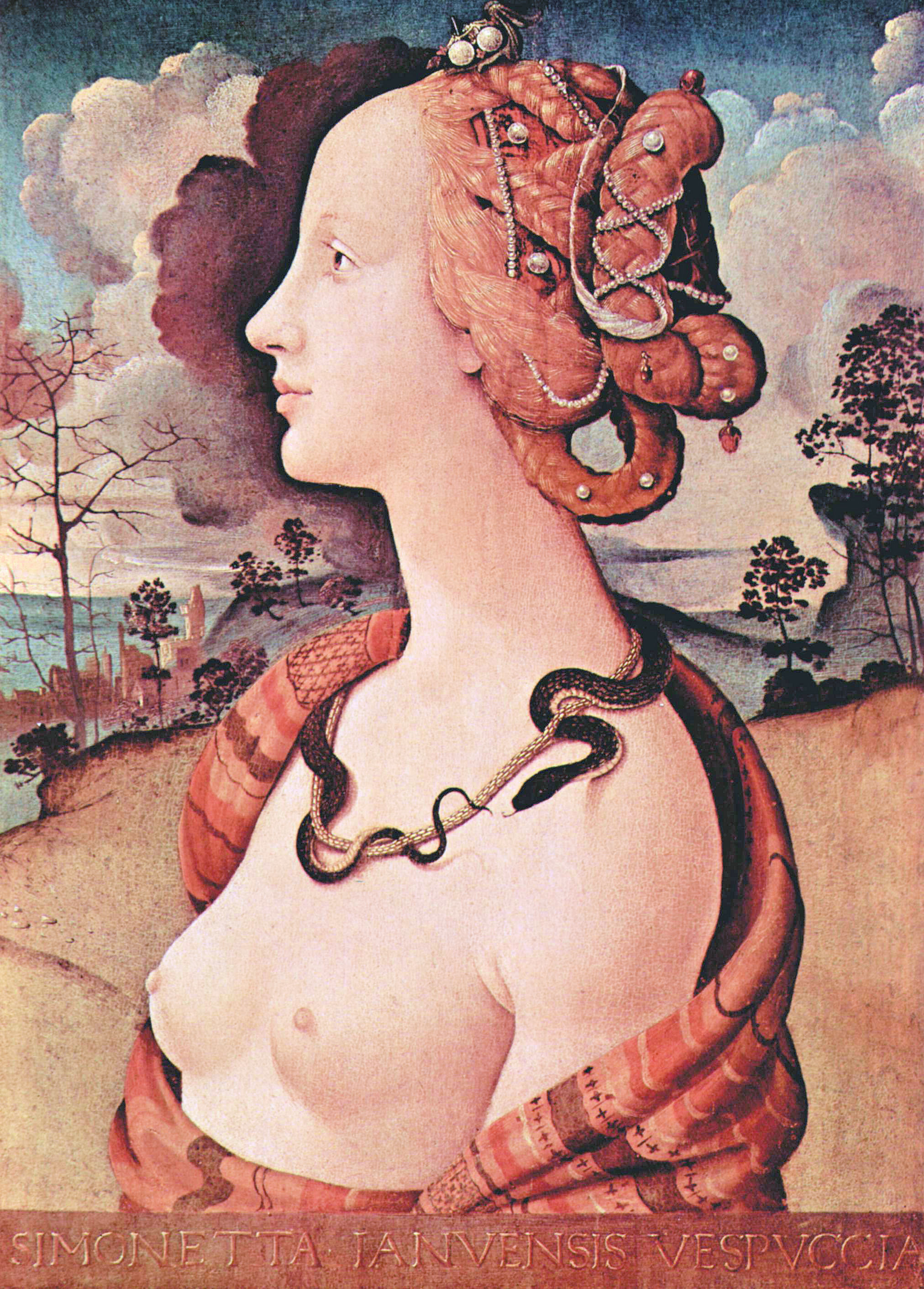
”Simonetta Vespucci”, omkring 1480, Musée Condé, Chantilly

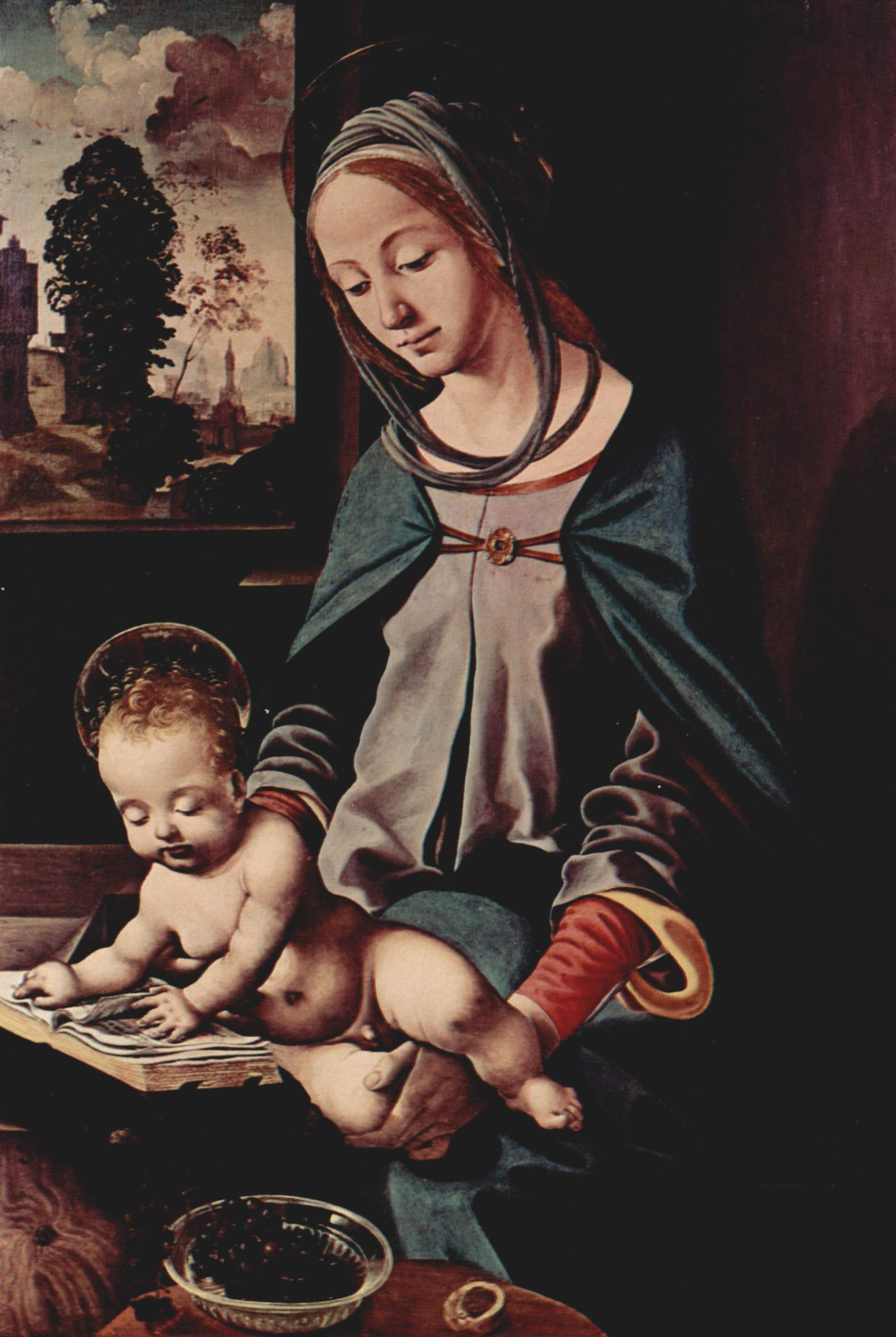
Madonna och barn, Stockholms slott

Piero di Cosimo, också känd som Piero di Lorenzo, född 1462 i Florens, död 1521 i Florens, var en florentinsk målare.
Piero di Cosimo var son till en guldsmed och gick som lärling hos Cosimo Rosselli, varifrån han fick det namn som han är känd under. Han hjälpte Cosimo Rosselis med dennes freskmålning i Sixtinska kapellet i Rom 1481. 
I sin första del av karriären var han influerad av Hugo van der Goes nederländska naturalism. Dennes Portinari Triptych, som nu finns i Uffizierna, hade bidragit till att leda in det florentinska måleriet i nya spår. Det är troligt att Piero di Cosimo från honom fick sina starka känslor för landskap och sin kunskap om växter och djurliv. Hugo van der Goes stilinfluens syns speciellt i Herdarna beundran i Berlin. Han reste till Rom 1482 med sin mästare Roselli. 
Piero di Cosimos senare stil visar på influenser från Domenico Ghirlandaio och Filippino Lippi, men även från Leonardo da Vinci. Han försöker smälta samman olika intryck till en stil som sammanlänkar lyriska och dramatiska bildelement.
Porträttet av den sköna Simonetta Vespucci (1453–1476), som var kusin till upptäcktsresanden Amerigo Vespucci, är egentligen ett porträtt av den egyptiska drottningen Kleopatra med en orm virad runt halsen. Namnet i tavlans nederkant, SIMONETTA IANVENSIS VESPVCCIA, är ett senare tillägg som förmodligen gjorts av familjen Vespucci. Det var i renässansens porträttkonst otänkbart att avbilda en samtida ung kvinna med bara bröst. Målningen är sannolikt istället en sinnebild för det antika skönhetsidealet.

## Piero di Cosimo i Sverige
I Sverige finns Madonnan med barnet på Stockholms slott, målad 1485-90 olja på pannå, 83 x 65 centimeter.

## Målningar i urval
- Porträtt av Simonetta Vespucci (omkring 1480),  57 x 42 cm, Musée Condé, Chantilly, Frankrike
- The Visitation with Saints Nicholas and Anthony (1489–1490) , 184 x 189 cm, National Gallery of Art, Washington
- Venus, Mars, och Amor (1490)  72 x 182 cm, Staatliche Museen, Berlin
- Vulcan och Aeolus (omkring 1490), National Gallery of Canada, Ottawa
- Maria Magdalena (1490-talet), 72,5 x 76 cm, Galleria Nazionale d'Arte Antica, Rom
- Katarina av Alexandria  (1493) Ospedale degli Innocenti, Florence
- Allegori (1500),  National Gallery of Art, Washington
- Aposteln Johannes, (1504–06), Honolulu Museum of Art
- Perseus och Andromeda (omkring 1515), 70 x 123 cm, Uffizierna, Florens
- Giuliano da San Gallo (omkring 1500)  47,5 x 33,5 cm, Rijksmuseum, Amsterdam
- Prometheus, (1515), Alte Pinakothek, München och Musée des Beaux-Arts, Strasbourg

## Bildgalleri

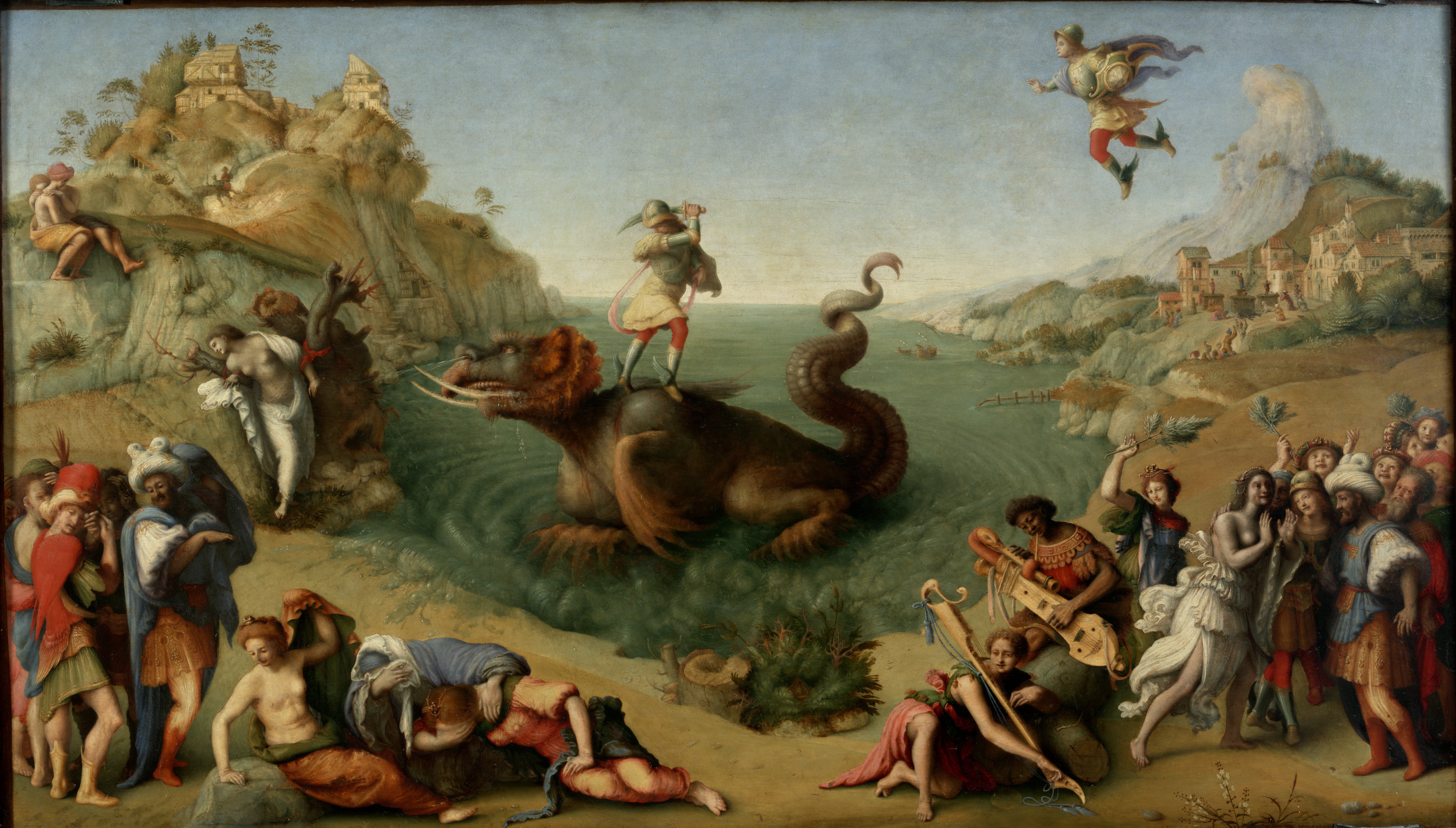
Perseus som räddar Andromeda, olja på duk, 1510 eller 1513, Uffizierna
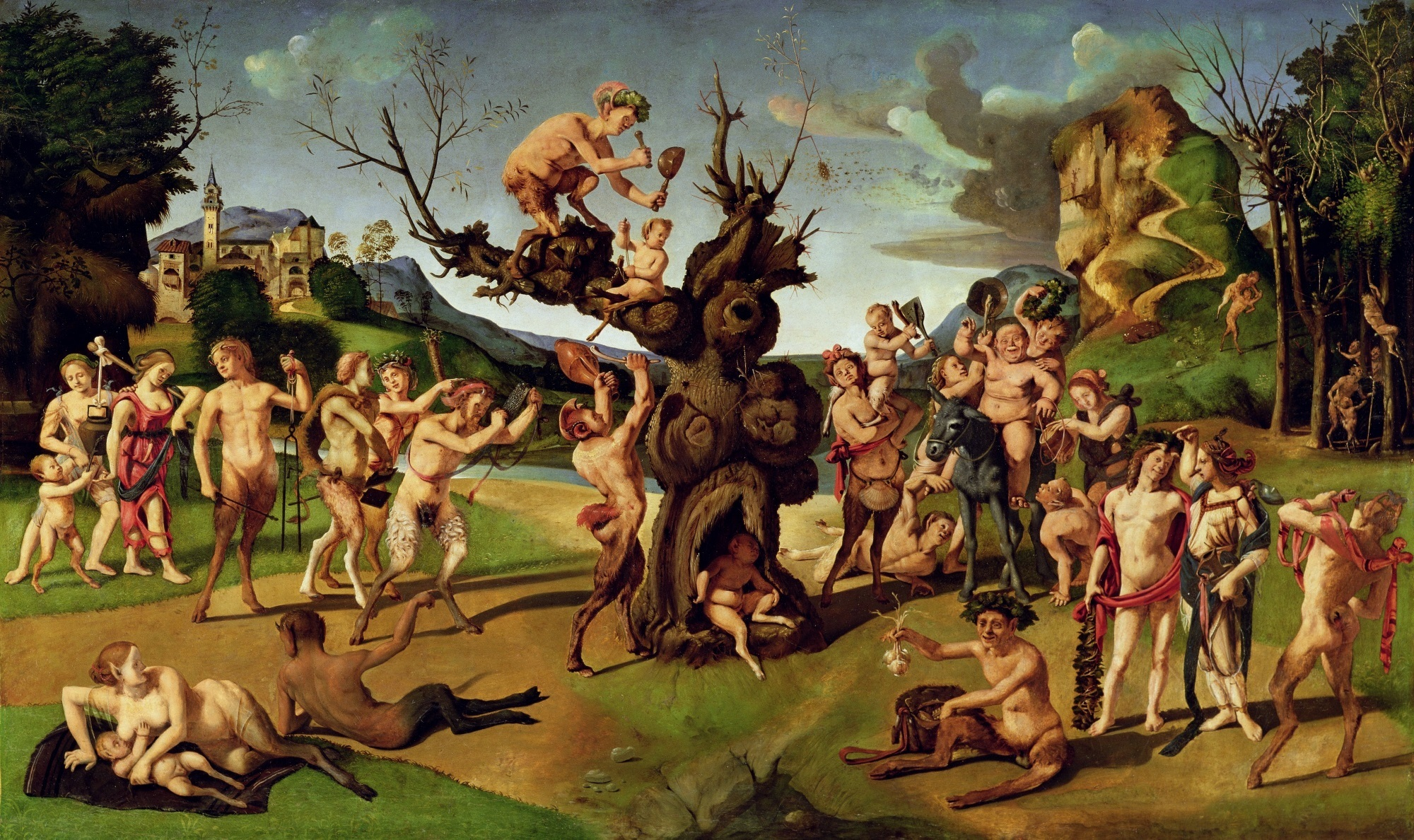
Upptäckten av honung, 1499, Worcester Art Museum
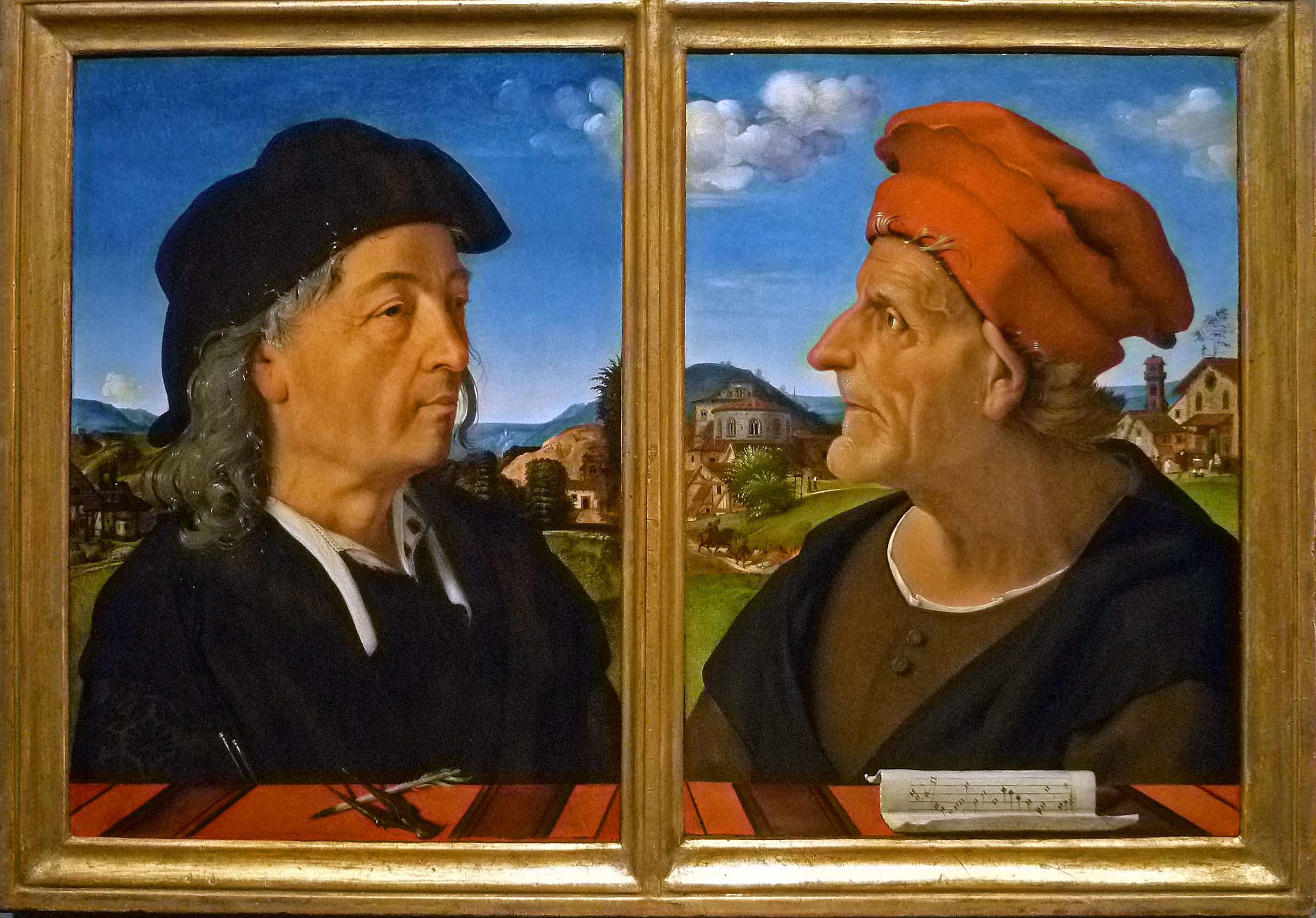
Dubbelporträtt av Giuliano och Francesco Giamberti da Sangallo
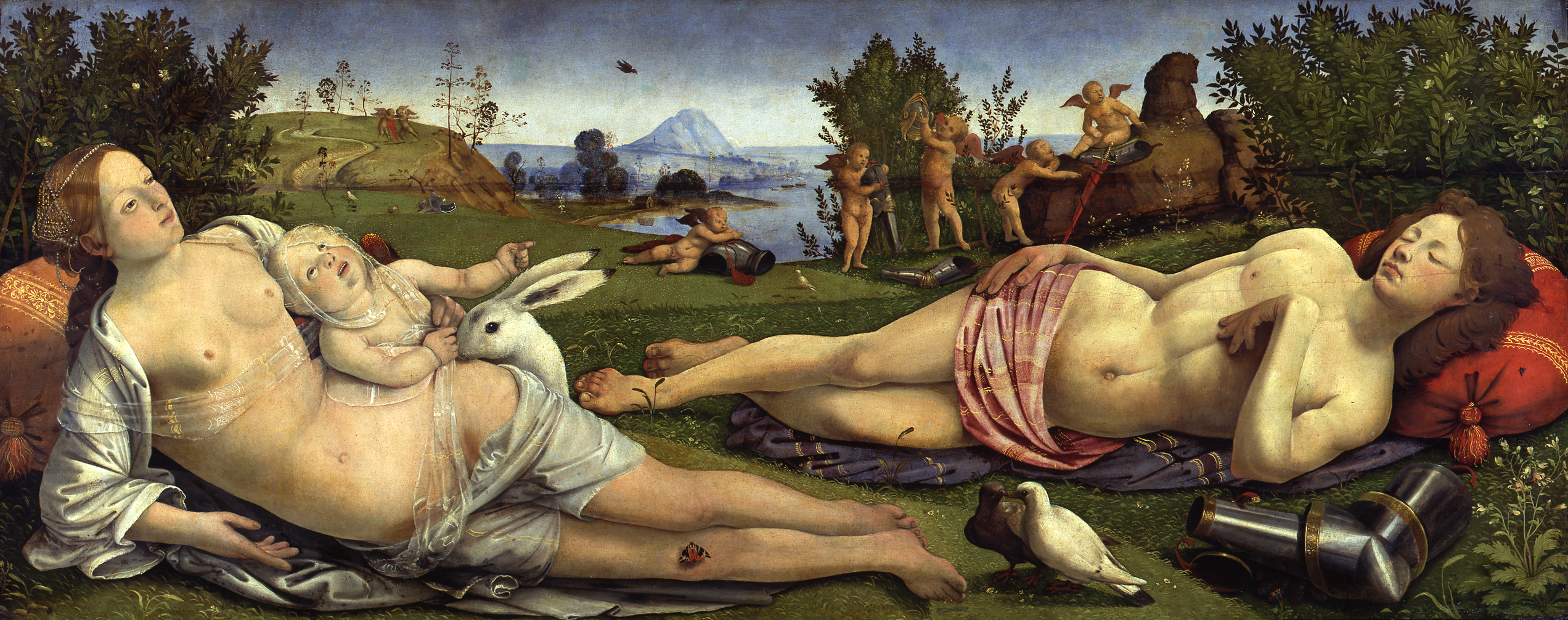
Venus, Mars och kärleken, 1505
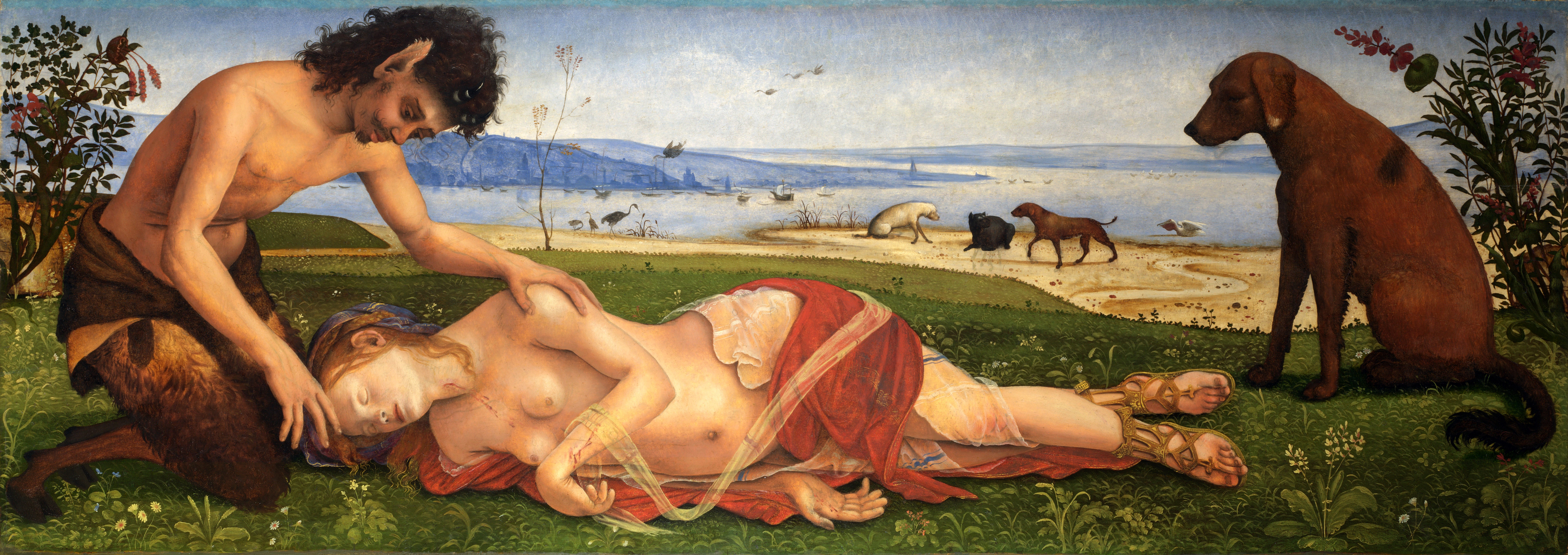
Procris död, cirka 1500, National Gallery, London
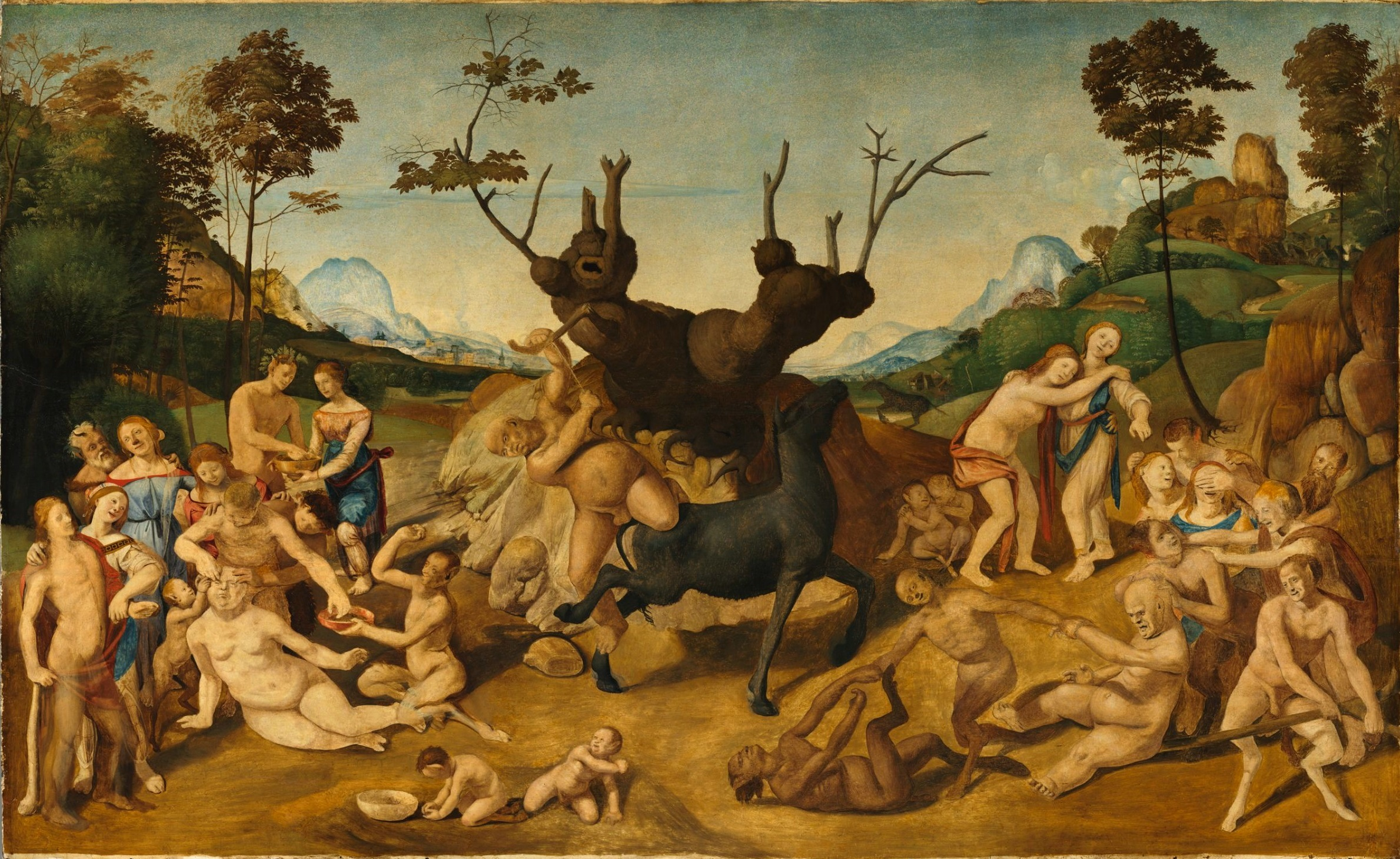
Silènes missöde, Fogg Art Museum